# Grenaa

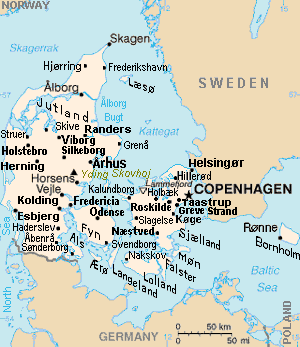
Mapa da Dinamarca, podemos ver Grenå, na Jutlândia

Grenaa é um município da Dinamarca, localizado na Jutlândia região central, no condado de Arhus.
O município tem uma área de 196 km² e uma população de 18 682 habitantes, segundo o censo de 2003.